# Kayoko
Kayoko (jap. かよこ, カヨコ) – żeńskie imię japońskie. 

## Znane osoby
- Kayoko Fukushi (加代子), japońska biegaczka długodystansowa
- Kayoko Kishimoto (加世子), japońska aktorka
- Kayoko Obata (佳代子), japońska diegaczka długodystansowa
- Kayoko Shibata (かよこ), japońska aktorka, piosenkarka i modelka
- Kayoko Sugiyama (加代子), japońska siatkarka

## Fikcyjne postacie
- Kayoko Kida, postać z anime Master Keaton
- Kayoko Kotohiki (加代子), bohaterka serii Battle Royale